# Ilıcabaşı, Biga
Ilıcabaşı là một xã thuộc huyện Biga, tỉnh Çanakkale, Thổ Nhĩ Kỳ. Dân số thời điểm năm 2011 là 87 người.